# アメリカ陸軍兵器博物館

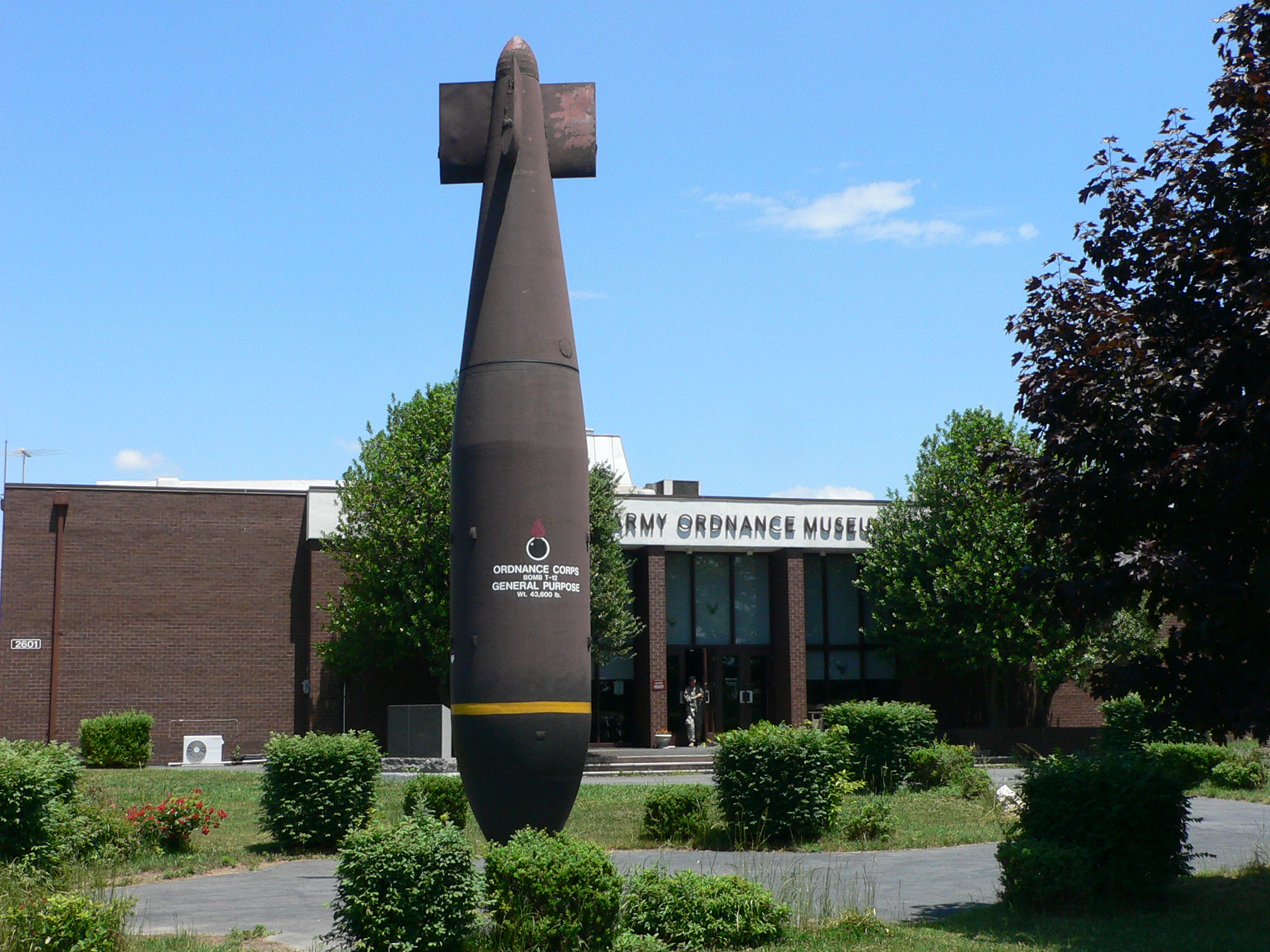
博物館入口。手前に見えるのがアメリカ最大の爆弾であるT12。弾体にはアメリカ陸軍武器科のシンボルである「シェル・アンド・フレイム」が描かれ、「ORDNANCE CORPS BOMB T-12 GENERAL PURPOSE Wt. 43,800 lb.（陸軍武器科 T-12 汎用爆弾 重量43,800ポンド）」と書いてある。

アメリカ陸軍兵器博物館（アメリカりくぐんへいきはくぶつかん、英: United States Army Ordnance Museum）は、アメリカ合衆国メリーランド州アバディーンのアバディーン性能試験場 (APG) にある武器・弾薬の博物館である。免税非営利法人である兵器博物館財団が運営している。日本ではアバディーン戦車博物館とも呼ばれる。

## 歴史

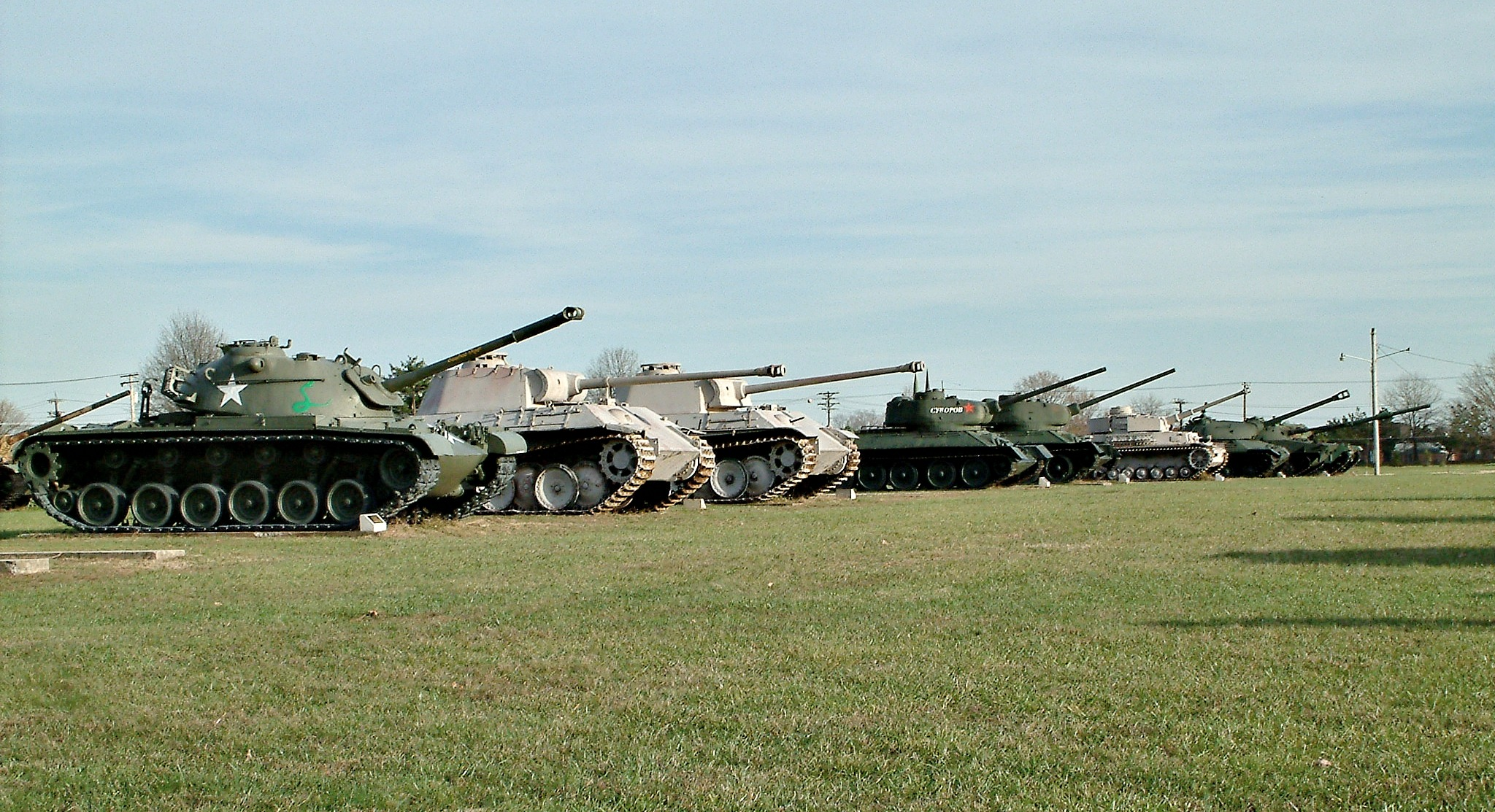
屋外展示には、何十両もの戦車がある。

1919年に設置され、捕獲した敵軍の装備及び軍需品を展示するために1924年に市民に公式に公開された。開館当初はアバディーン性能試験場の314号建屋にあり、1967年までアメリカ陸軍によって運営された。APGと敷地を共用するという立地条件は、第一次世界大戦後に性能試験のためにAPGに送られてくる各種装備に接触するのを容易なものとした。
1965年、地元の市民は、これらの軍用工業製品の博物館を設立し、管理するためにアメリカ陸軍にもアメリカ国防総省にも属しない免税法人である兵器博物館財団を創立した。財団は、1970年代初期に現在博物館のあるアバディーン性能試験場の2601号建屋で博物館を開館するとともに運営を開始し、今日まで兵器博物館を管理運営している。

## 施設概要
アメリカ陸軍兵器博物館の役目は、アメリカ陸軍武器科の歴史に関連する歴史的に重要な装備、武器弾薬及び軍需品を収集し、保存及び展示することであり、また、イギリス植民地時代から今日まで歩んできたアメリカ軍の兵器の発達と進化を文書化し、後世に残すことである。
博物館は、大きく屋内展示と屋外展示の2つの部分から成る。屋外展示には多数の陸上軍用装備及び兵器が25 ac（約101,000 m2）の広場にところ狭しと並べられ、屋内展示には世界中の軍隊で使われていた銃器と爆弾がそれらの開発史と一緒に展示されている。

### 入場
2019年2月現在、屋内博物館は移転は終了し、閉鎖中である。
屋外博物館は大部分の連邦休日を除き、週7日、午前9時から午後4時45分まで一般に公開されている。
入場にはパスポートなど身分証明書の提示が必要である。

### 移転
2005年のアメリカ合衆国陸軍基地再編に伴い、バージニア州のフォートリー基地への移転が決定された。移転が完了したのは2012年である。
これまで屋外に展示されていた物も屋内展示になり、収集物も増える予定。

### 博物館財団
兵器博物館財団 (Ordnance Museum Foundation Inc.) は、将来的に300,000 ft2（約28,000 m2）の屋内展示場所とメンテナンス施設の建設を通して博物館を拡張及び改良する計画とともに設立された。財団は、税を免除された非営利的法人として、1991年12月にチャリティ8849番としてメリーランド州に正式に受理された。この免税非営利法人としての地位は、1992年春に、501(c)(3)指定法人としてアメリカ合衆国内国歳入庁に認可されている。

## 展示
屋外のコレクションは第一次世界大戦前の時代からの200両近い多様な軍事車両、自走砲、戦車、弾薬、銃器、及び多数の迫撃砲と大砲を特徴とする。

### 屋外展示

#### 車両
戦車をはじめとする車両が非常に多いため、アバディーン戦車博物館と呼ばれることもある。車両はアメリカ製のものを除くと戦闘中に放棄されたものや擱座したものを運んできたものが多いため、戦闘中に被弾して破口した装甲がそのままになっているものや覆帯やロードホイールが失われている装軌車両も見られる。国立アメリカ空軍博物館や国立航空宇宙博物館（スミソニアン博物館）のような室内展示のうえの万全の保全体制とはいかないため整備状況や保存状態も良いとは言えず、野外展示で風雨にさらされ、破口した部分などから錆が進行してしまっているもの、装輪車両ではタイヤがパンクしているものさえある。過去にドイツの第一次世界大戦時のA7V戦車も展示されていたことがあるが、腐食が激しく廃棄されてしまった。しかし、展示品のいずれも歴史の証人として歴史的に貴重な資料になっていることは間違いなく、田宮模型も現地を訪れて製品を作る際の参考にしている。
次に展示車両の一部を国別に列記する。展示車両が博物館に来る前に所属していた国を示しているため、必ずしも開発国別ではないことに注意。

#### アメリカ合衆国

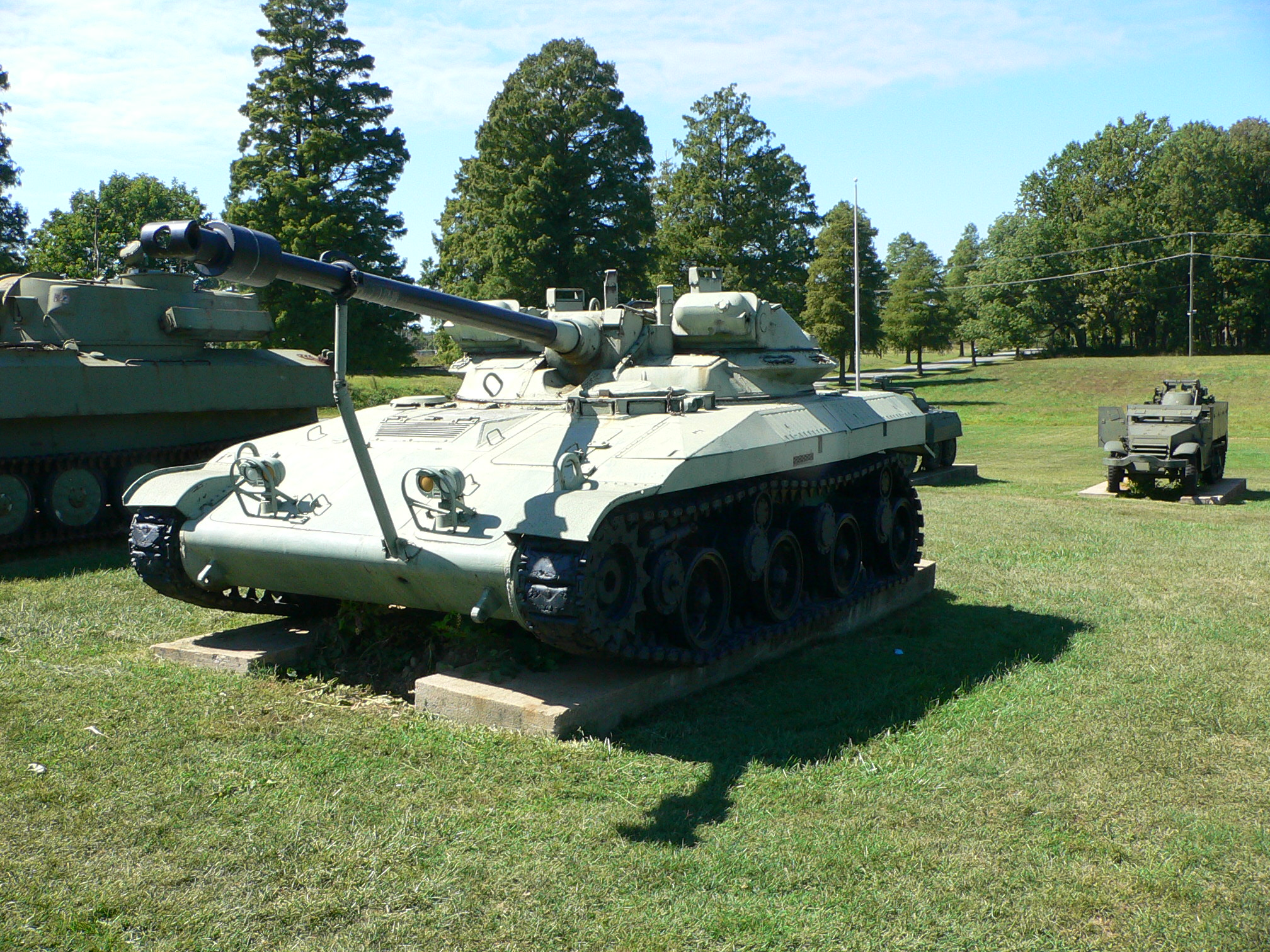
T92軽戦車

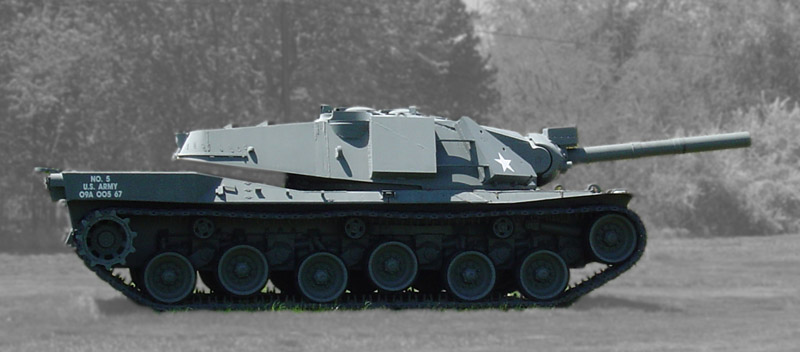
MBT-70

- M1エイブラムス主力戦車
- M2軽戦車
- M3A1リー中戦車
- M4A4シャーマン中戦車
- M10ウルヴァリン駆逐戦車
- M24チャーフィー軽戦車
- M26パーシング中戦車
- M48パットン主力戦車
- M60パットン主力戦車
- MBT-70主力戦車（開発中止）
- T92軽戦車（試作）
- M7プリースト自走砲
- M40自走砲
- M41ゴリラ自走砲
- M53 T97 自走砲
- M42ダスター自走高射機関砲
- M2ブラッドレー歩兵戦闘車
- M8装甲車
- M59装甲兵員輸送車
- M3ハーフトラック

#### ドイツ

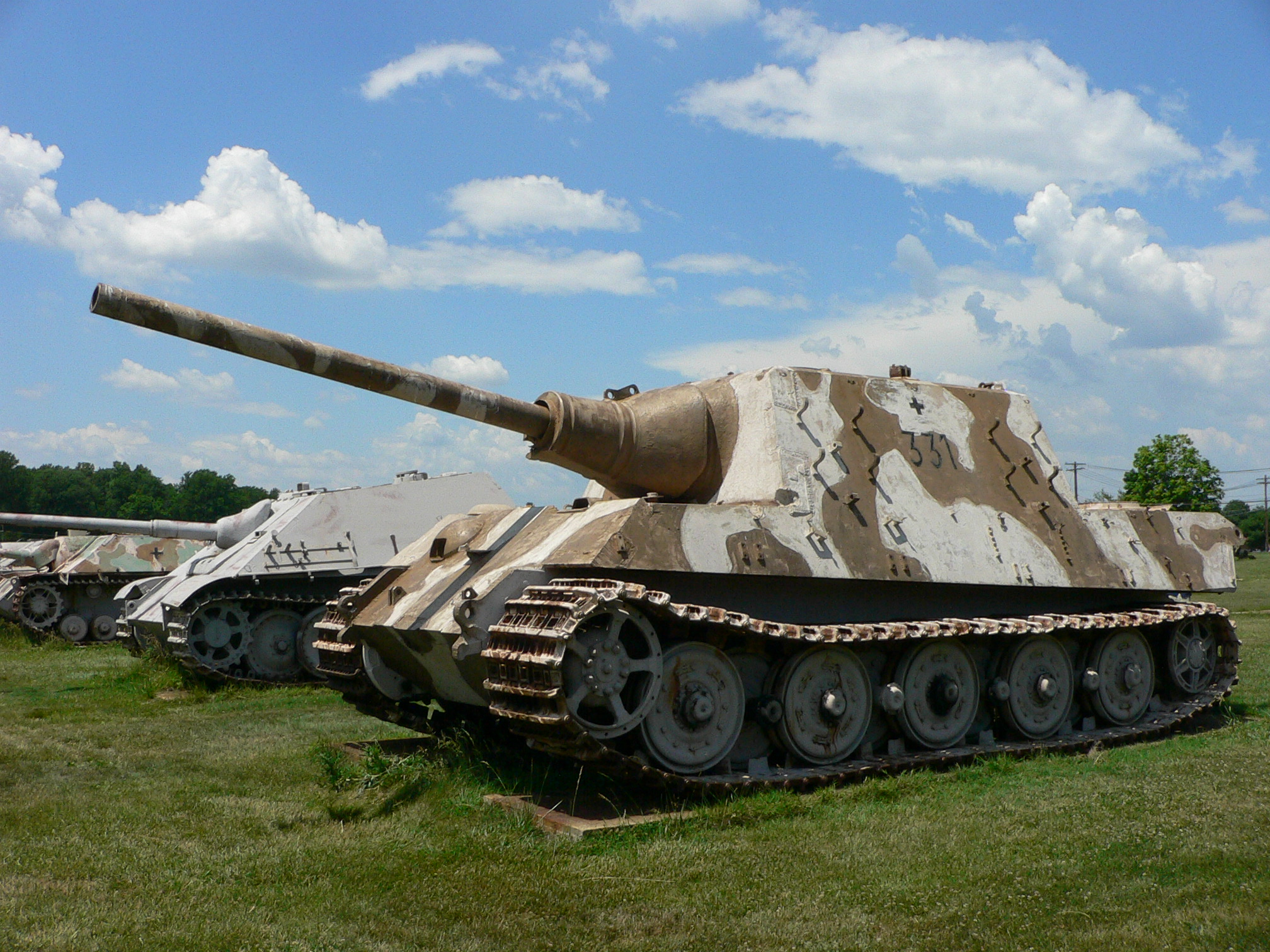
ヤークトティーガー

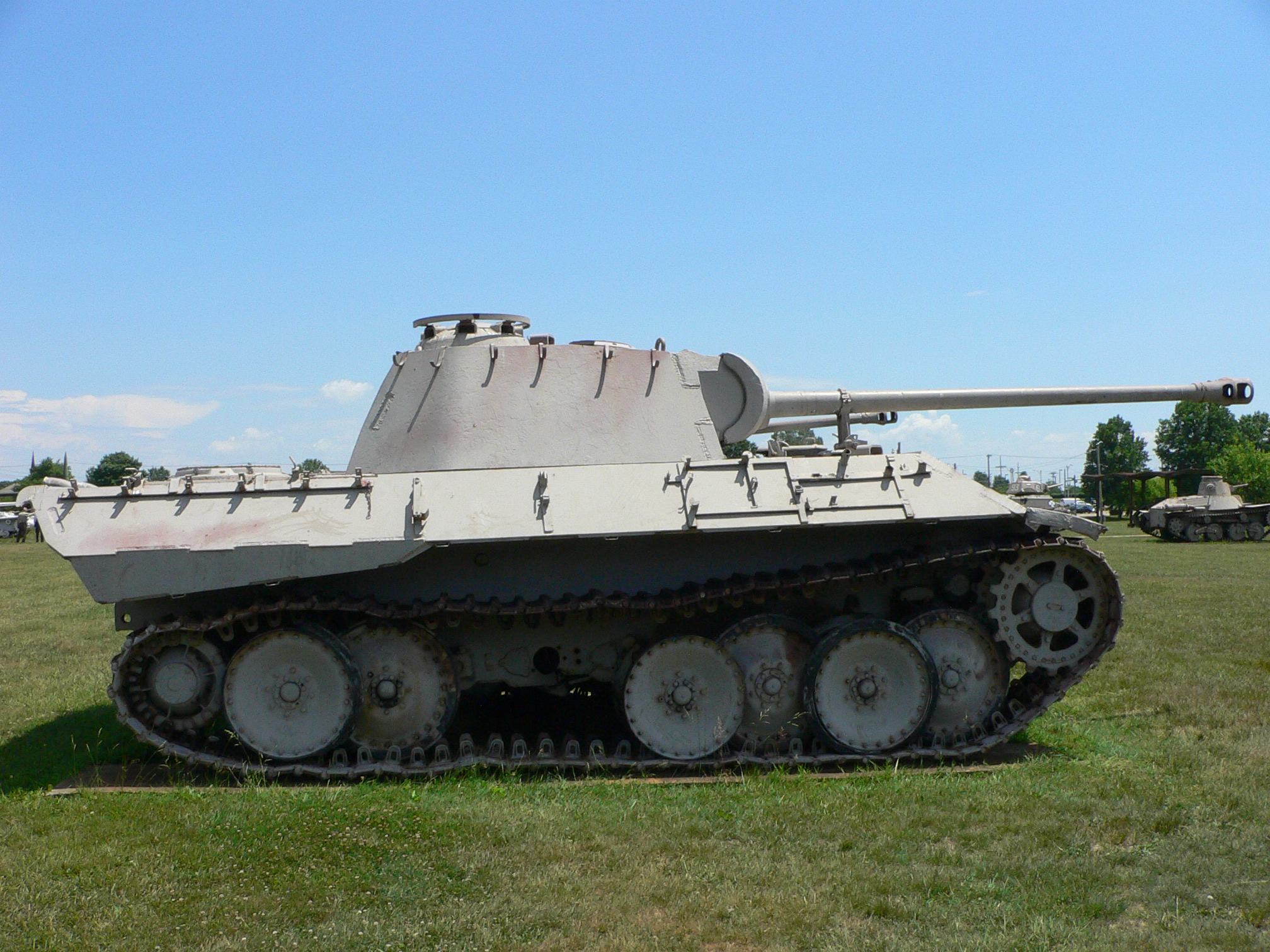
V号戦車パンター

- I号戦車
- III号戦車 J型
- III号戦車 M型
- IV号戦車 D型
- IV号戦車 H型
- IV号戦車 G型
- V号戦車パンター
- 軽駆逐戦車ヘッツァー
- IV号駆逐戦車
- V号駆逐戦車
- VI号駆逐戦車（ヤークトティーガー）
- エレファント重駆逐戦車
- IV号突撃戦車
- III号突撃砲 C型
- 35(t)戦車
- レオパルト1主力戦車
- マルダーI 対戦車自走砲
- マルダーIII 対戦車自走砲
- マルダーIII M型
- ナースホルン対戦車自走砲
- グリレ自走砲

#### イギリス

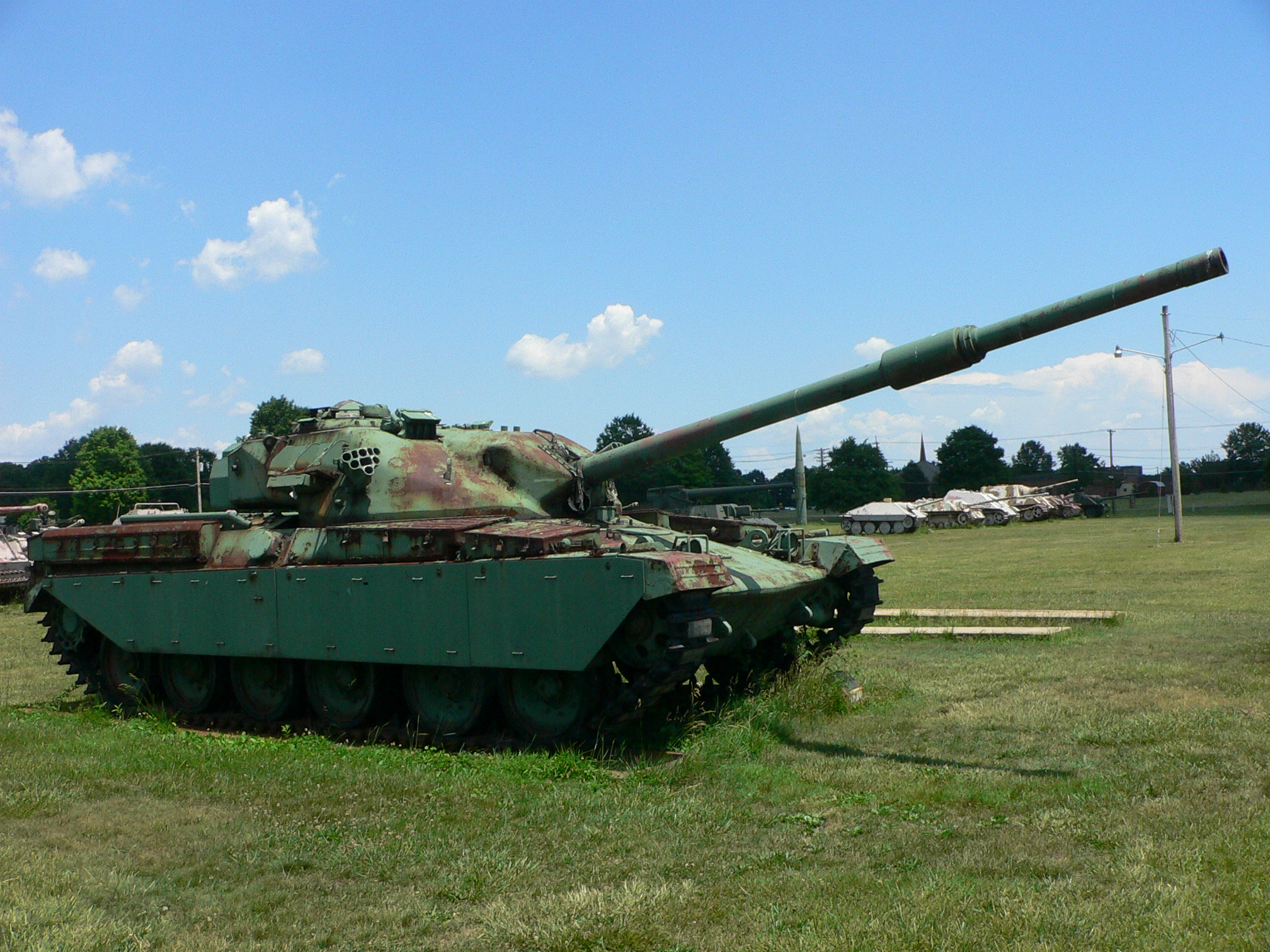
FV4201チーフテン

- チャーチル歩兵戦車
- マチルダII歩兵戦車
- M3グラント中戦車
- M3スチュアート軽戦車
- FV4201チーフテン主力戦車

#### フランス
- S-35巡航戦車
- R-35軽戦車

#### イタリア
- M13/40中戦車
- セモヴェンテ da 149/40
- セモヴェンテ da 47/32
- セモヴェンテ da 90/53

#### ソビエト連邦
- T-34/76中戦車
- T-34/85中戦車
- T-55中戦車
- T-72M主力戦車（イラク仕様）
- KV-1重戦車
- IS-3重戦車
- PT-76水陸両用軽戦車
- SU-76自走砲
- SU-100自走砲

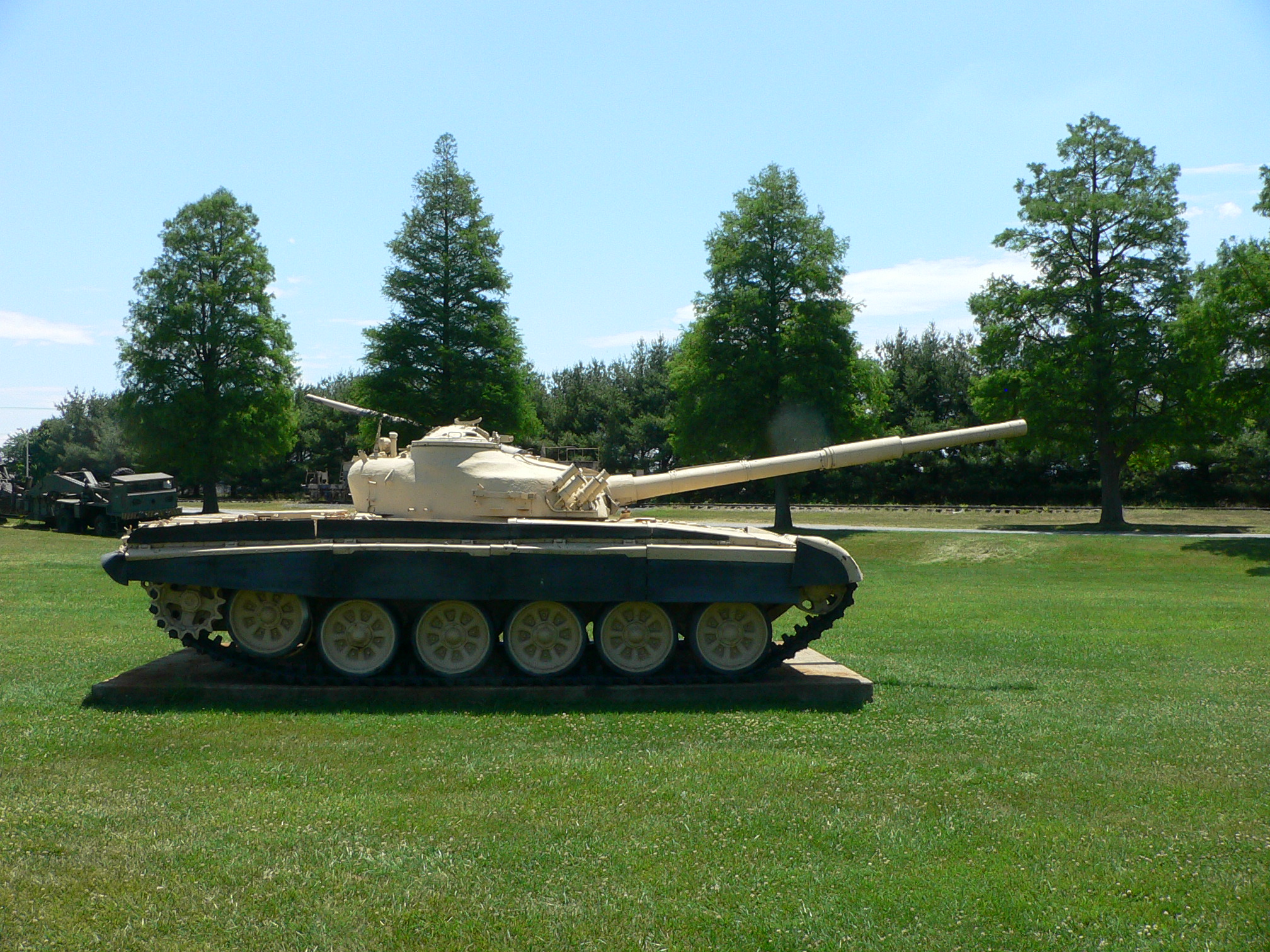
T-72M

- 2S1グヴォズジーカ 122mm自走榴弾砲
- TAB-71装輪装甲車
- BRDM-2装甲偵察哨戒車（イラク仕様）
- BMP-2歩兵戦闘車（イラク仕様）
- IMR戦闘工作車

#### 日本

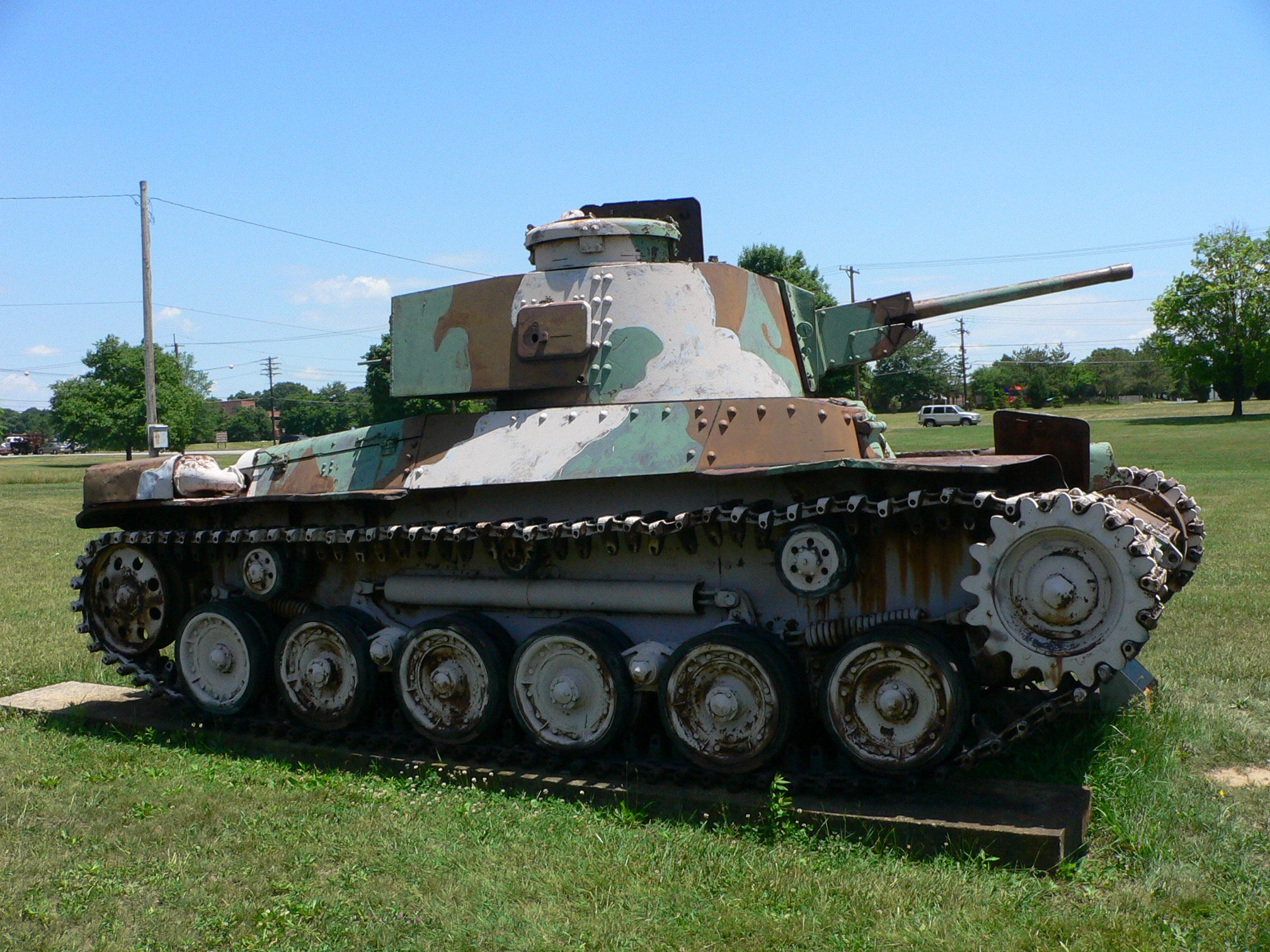
九七式中戦車

- 八九式中戦車
- 九五式軽戦車
- 九七式中戦車
- 一式砲戦車

#### 初期
- マーク IV 戦車

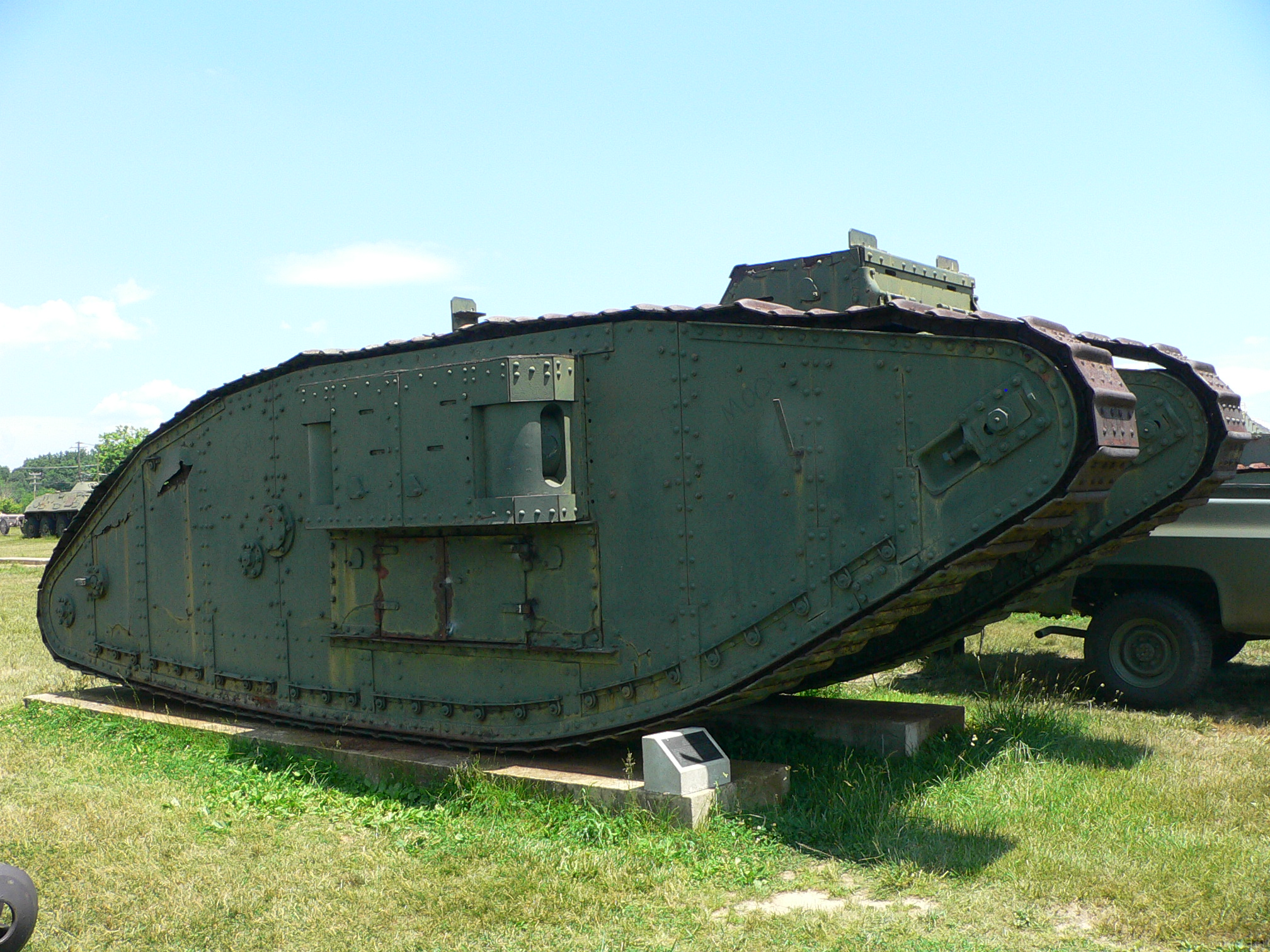
マークIV戦車

- ウィペット (Medium Mark A Whippet)
- スケルトン・タンク

#### 弾薬・ミサイル
- T12爆弾 (T12)[注 1]
- 46 cm 砲弾（戦艦大和の主砲弾）
- 80 cm 砲弾（80cm列車砲の主砲弾）
- 914 mm 砲弾（リトル・デーヴィッドの砲弾）
- MGM-31A パーシング I 準中距離弾道ミサイル
- MIM-3 ナイキ・エイジャックス地対空ミサイル
- MIM-14 ナイキ・ハーキュリーズ地対空ミサイル
- S-75 地対空ミサイル（SA-2 ガイドライン）

#### 火砲・野砲・迫撃砲

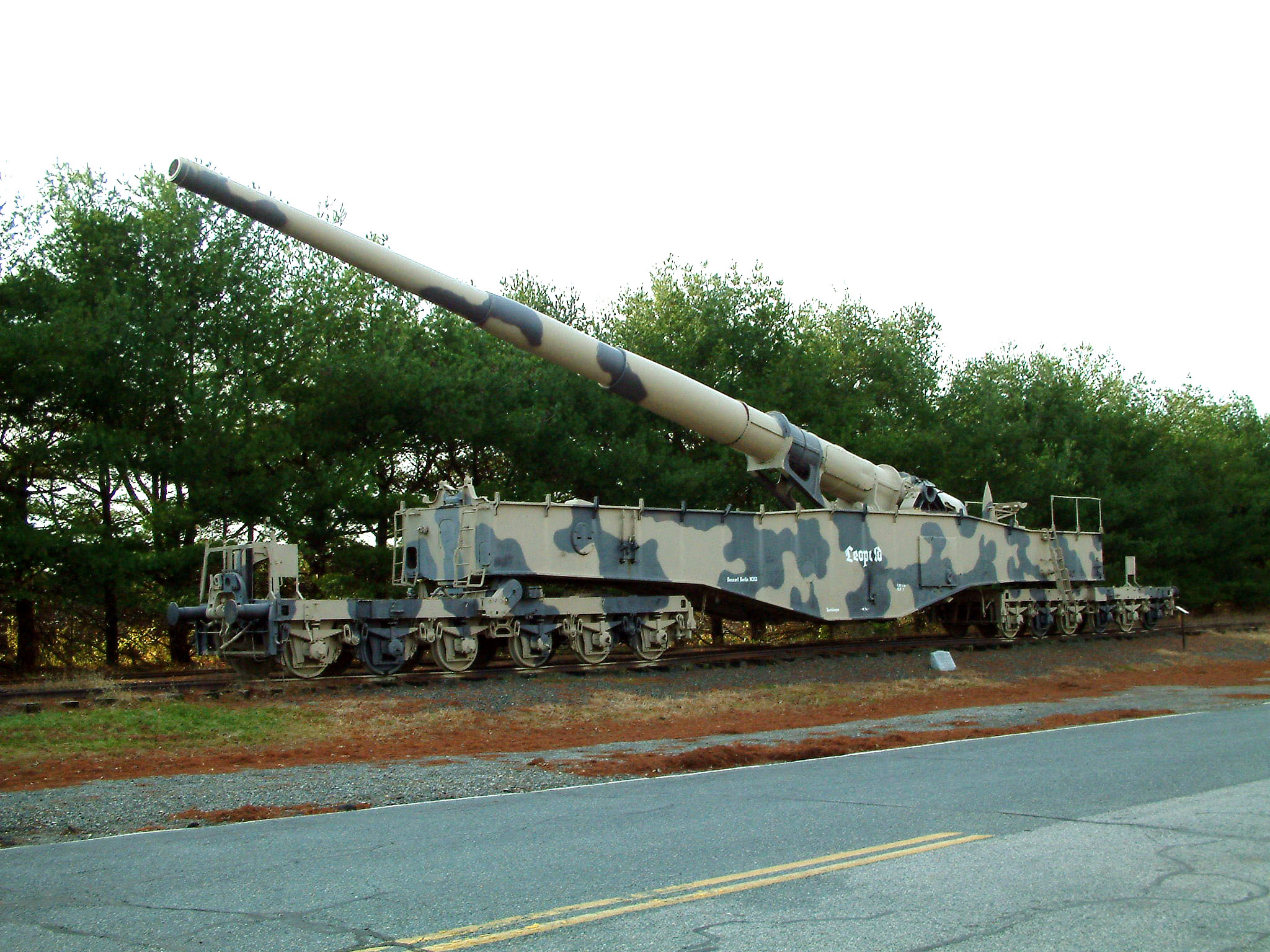
ドイツのクルップK5列車砲。通称「アンツィオ・アニー」のうちの1両「レオポルド」。

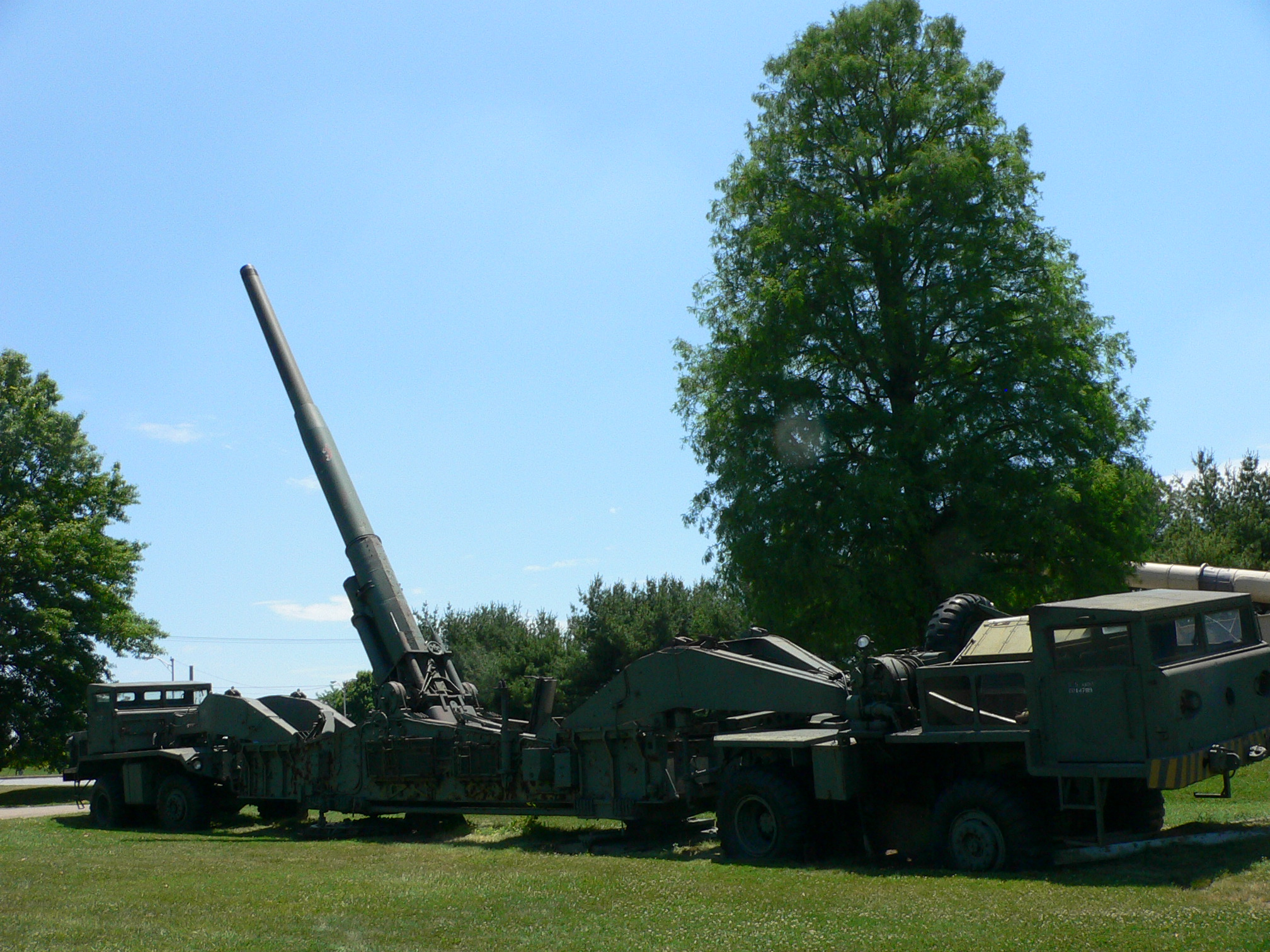
M65 280mmカノン砲「アトミック・キャノン」

- M65 280 mm カノン砲 通称「アトミック・キャノン（原子砲）」（アメリカ合衆国）
- M115 203 mm 榴弾砲 （アメリカ合衆国）
- リトル・デーヴィッド （アメリカ合衆国）
- M59 155 mm カノン砲 ロング・トム  （アメリカ合衆国）
- Mk.3 16 in 要塞砲 （アメリカ合衆国）
- クルップK5 列車砲「レオポルド」（ドイツ）
- 8.8 cm PaK 43 対戦車砲 （ドイツ）
- 8.8 cm PaK 43/41 対戦車砲 （ドイツ）
- 15 cm sFH 18 榴弾砲 （ドイツ）
- 15 cm K 18 （ドイツ）
- 17 cm K 18 （ドイツ）
- 21 cm Mrs 18 （ドイツ）
- GPF 155mm カノン砲 （フランス）

#### 対空砲
- M51 75 mm 高射砲 スカイスイーパー （アメリカ合衆国）
- M2 90 mm 対空砲 (90 mm gun) （アメリカ合衆国）
- ボフォース 40 mm 対空機関砲 （スウェーデン）
- 3.7 cm FlaK 43 (3.7 cm FlaK 43) （ドイツ）
- 8.8 cm Kw FlaK 高射砲 （ドイツ）
- 8.8 cm FlaK 18 （ドイツ）
- 8.8 cm FlaK 36 （ドイツ）
- 12.8 cm FlaK 40 (12.8 cm FlaK 40) （ドイツ）
- 52K 85 mm 対空砲 (85 mm air defense gun M1939) （ソビエト連邦）

### 屋内展示

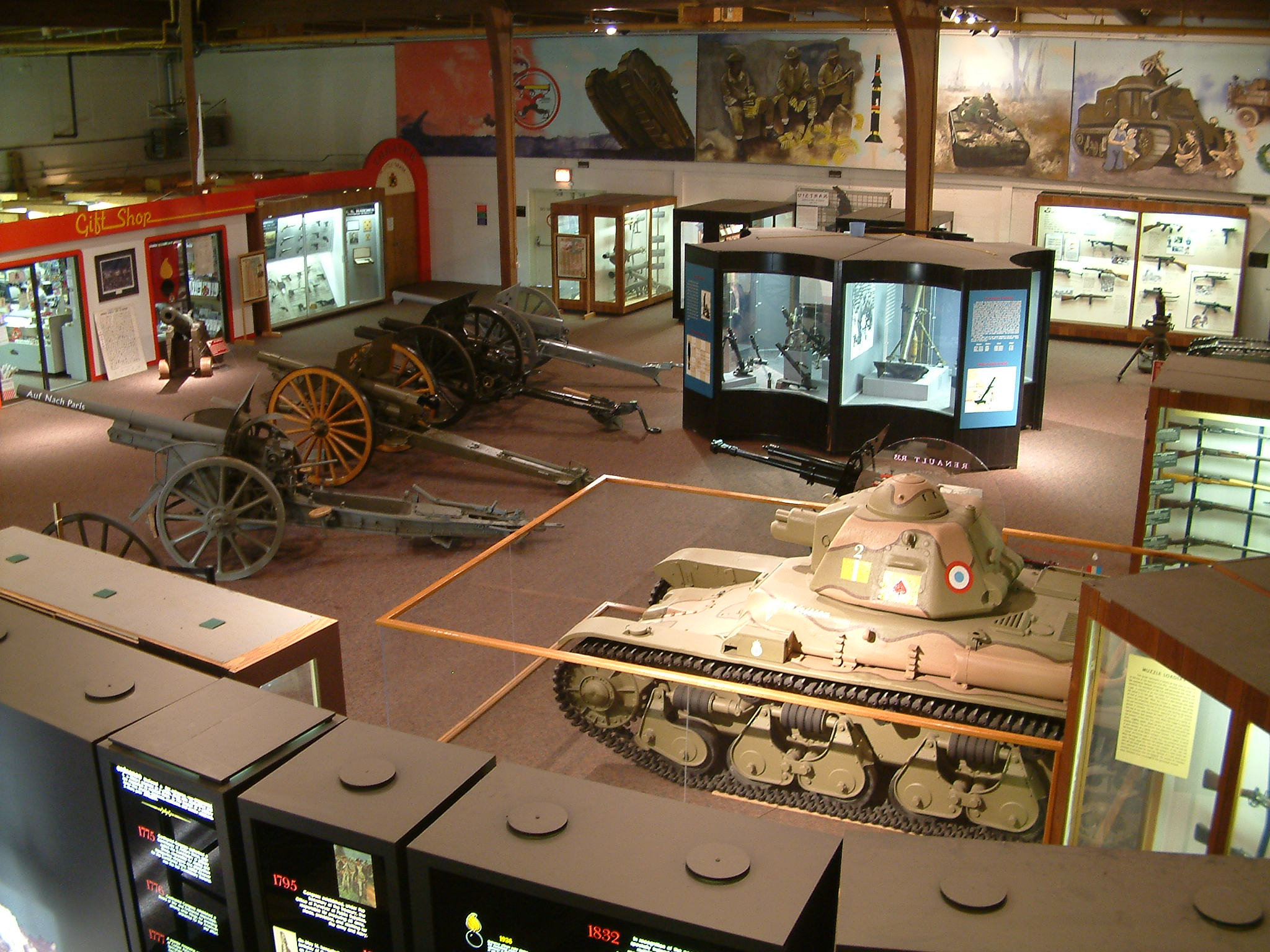
何百もの兵器が展示されている屋内展示

兵器博物館の屋内部分は銃器、砲弾、手榴弾、弾倉の大規模なコレクション、及び教育用展示を含む。多数の古い大砲と迫撃砲が展示されている。1942年製の初期のジープもある。
- M1ガーランド
- リー・エンフィールド
- スプリングフィールドM14
- M16自動小銃
- デイビー・クロケット